# Nilson Groundthumper
Nilson Groundthumper är titelfiguren i en komisk fabeldjursserie som utspelar sig i ett medeltida Europa, skapad av japan-amerikanen Stan Sakai.
Nilson är en svärdsvingande hjälte som vandrar runt och hamnar i spännande äventyr med sin trogne följeslagare Hermy Concordance.

## Utgivning

### Originalutgivning
Historien om Nilson trycktes första gången i tidningen Albedo nr 1, 1984, och har därefter publicerats i ett flertal antologier samt varit andraserie i Usagi Yojimbo. 

### Svensk utgivning
"Nilson Groundthumper" gick i Sverige i serietidningen Usagi Yojimbo som gavs ut av Epix Förlag 1991–92. 

### Förteckning över utgivningen
- Albedo nr 1, juni 1984: "We're not lost... Just misplaced".
- Albedo nr 5, oktober 1985: "Slipnot"
- Critters nr 5, november 1986: "The Magic Stick"
- GrimJack nr 30, januari 1987: "Gwim Bear" (Usagi Yojimbo & Hermy & Stan Sakai Cameo) First Comics
- Critters nr 16, september 1987: "Return of the Wizard"
- Critters Special nr 1, januari 1988: "Were Not Lost...Just Misplaced", "Slipnot", och "Game of Death"
- Amazing Heroes nr 138 Swimsuit Special, april 1988: en sida av Stan Sakai (Fantagraphics)
- Critters nr 27, augusti 1988: "Mother Pearl"
- Critters nr 30, november 1988: Resultat från Hermy tävlingen
- Amazing Heroes nr 164 Swimsuit Special, maj 1989: en sida av Stan Sakai. (Fantagraphics)
- Equine The Uncivilized nr 6, juli 1989: Gästspel
- Usagi Yojimbo Color Special nr 1, november 1989: "Lost in a Lost City"
- Usagi Yojimbo Color Special nr 2, september 1991: "Still Lost in a Lost City"
- Usagi Yojimbo Color Special nr 3, september 1992: "Loxos and Doxos"
- Usagi Yojimbo nr 9 (Vol. 2), augusti 1994: "Nilson 2199"
- Furrlough nr 50, Nilson och Hermy framsidesbild (Antarctic Press)

### Gästspel
Nilson och Hermy har gästspelat i andra serier, till exempel i Equine the Uncivilized nr 6, 1989.